# Ditha philippinensis
Ditha philippinensis es una especie de arácnido del orden Pseudoscorpionida de la familia Tridenchthoniidae.

## Distribución geográfica
Se encuentra en Filipinas.